# Xenopus eysoole
Xenopus eysoole é uma espécie de anfíbio anuro da família Pipidae. Está presente nos Camarões. A UICN classificou-a como pouco preocupante.